# كروسبي وارد
كروسبي وارد هو صحفي وسياسي نيوزيلندي، ولد في 10 فبراير 1832 في Killinchy ‏ في المملكة المتحدة، وتوفي في 10 نوفمبر 1867 في لندن في المملكة المتحدة. انتخب عضو مجلس النواب النيوزيلندي ‏.